# Bibliothèque centrale pour la minorité slovaque
La Središnja knjižnica Slovaka u Hrvatskoj (« Bibliothèque centrale des Slovaques en Croatie ») est une bibliothèque croate située dans la ville de Našice. Elle a été fondée le 10 novembre 1998 et vise une représentation et une offre de services spécialisée envers la minorité linguistique et culturelle slovaque du pays. Depuis 2020, la bibliothèque est située à l'intérieur du centre Centre culturel slovaque de Našice.

## Fondation
Fondées sous une initiative de groupe par : le Bureau des Minorités Nationales du gouvernement croate, la Bibliothèque nationale et universitaire, et l'Union des Slovaques (elle-même fondée en 1992); cette bibliothèque et ses semblables respectent plusieurs préceptes qui furent établis par la fédération internationale des associations et institutions de bibliothèques (IFLA) et du Victoria Library Council. Par exemple, les employées et employés de la bibliothèque doivent être de la minorité qu'elles desservent. La responsable de la bibliothèque, Ružica Vinčak, est reponsable de la promotion, du fonctionnement, et du développement de la bibliothèque et ce depuis sa fondation.
En 1999, il était planifié qu'un espace au sein de la Bibliothèque nationale de Croatie --alors située au sein du château de la famille Pejačević-- lui soit dédiée. Celle-ci a depuis été rebaptisée en tant que Bibliothèque de la ville de Našice et la Bibliothèque centrale partage maintenant un local au sein du bâtiment de l'Union des Slovaques.
La collection de la bibliothèque, de sa fondation jusqu'à aujourd'hui, est majoritairement composée de dons en provenances d'associations culturelles slovaques de la Croatie et de la Slovaquie, et de  l'organisme culturel l'Union des Tchèques situé dans la ville de Daruvar.
En date du 12 octobre 2006, le gouvernement Croate rapporte que les différentes bibliothèques minoritaires sont au nombre de 9, soit :
1. Bibliothèque municipale de Beli Manastir -- Bibliothèque centrale de la minorité hongroise ;
2. Bibliothèque Nationale « Petar Preradović », Bjelovar -- Bibliothèque centrale de la minorité tchèque ;
3. Bibliothèque municipale « Ivan Goran Kovačić », Karlovac -- Bibliothèque centrale de la minorité slovène ;
4. Bibliothèque municipale et universitaire, Osijek -- Bibliothèque centrale de la minorité autrichienne ;
5. Bibliothèque de ville et salle de lecture, Pula -- Bibliothèque centrale de la minorité italienne ;
6. Bibliothèque nationale croate et salle de lecture, Našice -- Bibliothèque centrale de la minorité slovaque ;
7. Bibliothèque et salle de lecture « Bogdan Ogrizović », Zagreb --  Bibliothèque centrale de la minorité albanienne ;
8. Bibliothèques de la ville de Zagreb -- Bibliothèque centrale des minorités rhuténiennes et ukréniennes ;
9. Société culturelle serbe « Prosvjeta », Zagreb -- Bibliothèque centrale de la minorité serbe ;

## Champs d'activité
Sous la direction de Ružica Vinčak, la bibliothèque est entre autre reconnue pour de nombreux évènements :
- Jour international de la langue maternelle ;
- Mois du livre slovaque ;
- Jour du film slovaque de Našice ;
- Traditions pascales slovaques à Našice ;
- Festival gastronomique slovaque ;
- Jour de Saint-Cyrille et Méthode ;
- Jour de la constitutionnalité slovaque ;
- Jour de la Bibliothèque centrale pour slovaque de la République de Croatie ;
- Jour international de la tolérance ;
- Traditions slovaques de Noël à Našice ;

Le fond de la bibliothèque contient dans les environs de 3650 volumes et est enrichi régulièrement. Parmis ces volumes se retrouvent quatre collections qui ensemble parviennent à rassembler une grande portion de la littérature visant la minorité slovaque de la Croatie, en lien avec elle, ou encore dont les autrices et auteurs proviennent de la minorité. L'inventaire de cette collection était déjà considéré comme substantiel en 1999, soit deux ans après sa fondation.
Le 23 septembre 2015, dans le cadre de sa célébrartion annuelle du jour national de la République Slovaque, l'Embassade slovaque en Croatie a invité de nombreux responsables d'association et d'institutions culturelles promouvant la culture slovaque. La Bibliothèque centrale y était présente.
Du 28 février au 2 mars 2017, le Président du Bureau pour les émigrants slovaques visite pour la première fois la Croatie dans le but de brosser un portrait de la situation socio-politique de la minorité slovaque, et de cartographier à la fois sa vie sociale et l'état de son éducation et de ses activités folkloriques. Durant le premier jour de cette visite, des représentants de la Bibliothèque ont participés à une présentation intitulée Kako dalje Slovaci u Hrvatskoj (« La suite pour les slovaques en Croatie ») en compagnie d'un grand nombre de personnes représentant d'associations culturelles, communautaires, et spécialisées liées à la population slovaque.
Le 14 avril 2018, le livre Kulturni potencijal Slovaka u Hrvatskoj (« Le Potentiel culturel des slovaques en Croatie ») est révélé en partenariat par : le Centre culturel Slovaque de Našice ; le Département de gestion de la culture et du tourisme de l'Université de Konstantin le Philosophe à Nitra ; l'Union des Slovaques ; et la Matica slovenská. Des membres du personnel de la Bibliothèque centrale sont crédités comme ayant participés à l'élaboration du projet.
Le 31 juillet 2021, la bibliothèque a été visitée par une délégation du Bureau pour les émigrants slovaques alors qu'ils visitaient le Centre culturel slovaque de Našice. Celle-ci a eue lieu dans le cadre d'une tournée générale du Bureau au sein des associations culturelles slovaques.

## Problématiques et défis
Dans l'enquête Public Libraries and Linguistic Diversity (2012), Tanacković et al. relevaient que la bibliothèque faisait face à certains défis, majoritairement centrés autour de son manque de visibilité et de son manque d'implantation dans la vie courante de la minorité slovaque.
Dans une entrevue datant elle aussi de 2012, on nommait comme problèmes majeurs l'acquisition, le renouvellement, et la mise à jour du fond possédé par la Bibliothèque. Malgré l'effort de conserver majoritairement en littérature jeunesse des oeuvres récente et des oeuvres plus vieilles en ce qui a trait aux classiques, le manque d'espace mène à un élagage forcé de certains livres.